# Снядка-Друга
Снядка-Друга (пол. Śniadka Druga) — село в Польщі, у гміні Бодзентин Келецького повіту Свентокшиського воєводства.
Населення — 486 осіб (2011).
У 1975-1998 роках село належало до Келецького воєводства.

## Демографія
Демографічна структура на день 31 березня 2011 року:
|          | Загалом | Допрацездатний вік | Працездатний вік | Постпрацездатний вік |
| -------- | ------- | ------------------ | ---------------- | -------------------- |
| Чоловіки | 253     | 50                 | 174              | 29                   |
| Жінки    | 233     | 45                 | 124              | 64                   |
| Разом    | 486     | 95                 | 298              | 93                   |